# Phillip Broyles
L'agente speciale Phillip Broyles è un personaggio della serie televisiva Fringe, interpretato dall'attore Lance Reddick.

## Biografia
Phillip Broyles è un agente speciale della sicurezza interna a capo della divisione Fringe, istituita per indagare su una serie di ipotetici attacchi terroristi e fenomeni inspiegabili. Ha un carattere e un atteggiamento fortemente professionale e riservato, nondimeno risulta però sorprendentemente flessibile quando si tratta di far fronte ai casi correlati allo "Schema".

Dimostra inizialmente una forte antipatia nei confronti di Olivia Dunham, a causa della sua relazione con Sanford Harris, suo buon amico. Però, colpito dalla sua intelligenza, professionalità e capacità di fare il suo lavoro porrà presto fine a tali ostilità.
Nel primo episodio della seconda stagione scambia un bacio con Nina Sharp, il che implica un passato o il proseguire di una relazione romantica.
Sempre nel primo episodio della seconda stagione, nel corso di un interrogatorio, chiede a un senatore di riferirsi a lui con il grado di "colonnello", affermando che è stata la sua denominazione in "sei guerre", aggiungendo "o agente speciale se preferisce".
Col progredire della serie si iniziano a intravedere alcuni aspetti della sua vita privata; nel corso della seconda stagione si ritrova a indagare su un caso che l'aveva ossessionato in passato, fino a provocare la rottura del suo matrimonio. Con la ex moglie, che ha la custodia dei loro due figli e che nel frattempo si è risposata, mantiene comunque un rapporto cordiale. Una volta chiuso il caso si reca da lei per riferirglielo.
Nella seconda e terza stagione instaura un rapporto più stretto e famigliare con gli altri membri della squadra: Olivia Dunham, Walter Bishop e il figlio di lui, Peter Bishop. Alla fine della terza stagione Peter scompare e tutta la quarta stagione sarà caratterizzata dal mutamento della timeline dovuto alla sua scomparsa, con la conseguenza che Broyles, quando vedrà ricomparire il ragazzo, proverà diffidenza nei suoi confronti e lo tratterà come un potenziale pericolo, anche se poi cambierà atteggiamento e lo accetterà come tutti gli altri.
La quinta stagione è ambientata nel 2036 in un futuro distopico dominato dagli Osservatori, nel quale è sempre a capo della Divisione Fringe, che risponde nuovo governo, ma allo stesso tempo collabora con la Resistenza, aiutando Olivia e gli altri a contrastare e sconfiggere gli oppressori.

## Phillip Broyles alternativo
Nell'Universo parallelo Phillip si dimostra caratterialmente molto simile a quello nel nostro mondo. Il Phillip alternativo, però, ha una famiglia con due figli e vive in una grande casa. È a capo della Divisione Fringe (che ha sostituito l'FBI) e risponde direttamente al Segretario della Difesa Walter Bishop alternativo (nel telefilm chiamato Walternativo dai protagonisti dell'universo "reale"). Il suo essere ligio ai regolamenti e la sua irreprensibilità non gli impediscono di comportarsi in modo eticamente corretto, anche se ciò va contro gli ordini: arriverà a far evadere Olivia, intrappolata nell'universo alternativo e condannata a morte, anche per riconoscenza verso la ragazza: in passato il figlio di Broyles, Christopher, era stato vittima di un uomo che conduceva esperimenti sulle sue piccole vittime, provocando loro dei problemi di salute irreversibili. Quando il rapitore si rifarà vivo, Olivia riuscirà a catturarlo e a scoprire una cura per invertire gli effetti delle torture, salvando il figlio di Broyles
Poco dopo aver fatto fuggire Olivia, il corpo di Phillip alternativo viene trovato mutilato al posto di F-Olivia nel furgone dell'FBI, evento avvenuto per compensare il disequilibrio di massa provocato dalla fuga dall'altra parte dell'Olivia alternativa stessa.
Il Phillip alternativo ricomparirà all'inizio della quarta stagione a causa del mutamento degli eventi causato dalla cancellazione di Peter Bishop. La nuova timeline annulla anche le possibilità di cure per suo figlio Christopher, cosa che lo renderà ricattabile da David Robert Jones, uomo spregiudicato che desidera far collassare i due mondi per motivi imperscrutabili e che non esita a servirsi di Broyles per i suoi scopi in cambio di sofisticate medicine per il bambino. Broyles alla fine, sacrificando la salute del figlio, deciderà di costituirsi all'altro Broyles pur di fermare Jones.